# About Love (singolo)
About Love è un singolo della cantautrice britannica Marina, pubblicato il 7 febbraio 2020 come estratto dalla colonna sonora del film Netflix P. S. Ti amo ancora.
Il brano è stato scritto dalla stessa interprete con Ben Berger, Ryan McMahon e Ryan Rabin.

## Antefatti
Il 7 dicembre Jack Patterson, membro del gruppo Clean Bandit, ha pubblicato su Instagram un  video in cui Marina Diamandis stava cantando parte del singolo nel loro studio musicale. Il 7 febbraio 2020 la cantante ha annunciato la pubblicazione della canzone.

## Video musicale
Il 12 febbraio 2020 è stato pubblicato il lyric video dei singolo sul canale YouTube dell'etichetta discografica Capitol Records.

## Tracce
1. Marina – About Love – 3:34 (testo: Marina Diamandis, Ben Berger, Ryan McMahon, Ryan Rabin)